# Gallinago stricklandi
Il beccacino di Strickland (Gallinago stricklandi, Gray 1845) è un uccello della famiglia degli Scolopacidae dell'ordine dei Charadriiformes.

## Sistematica
Gallinago stricklandi non ha sottospecie, è monotipica.

## Distribuzione e habitat
Questo uccello nidifica dalle regioni centrali di Cile e Argentina fino alla Terra del Fuoco e forse anche sulle Isole Falkland. Durante il resto dell'anno si spinge a nord in Bolivia, Ecuador e Perù.